# Stary Dwór (województwo łódzkie)
Stary Dwór – wieś w Polsce położona w województwie łódzkim, w powiecie rawskim, w gminie Rawa Mazowiecka.
W latach 1975–1998 miejscowość położona była w województwie skierniewickim.